# All India Tribes and Minorities Front
All India Tribes and Minorities Front är ett politiskt parti i delstaten Himachal Pradesh i Indien. Partiet arbetar för adivasibefolkningarnas villkor. Partiets ordförande är Mangal Singh Negi.
AITMF förespråkar att Förenta nationerna ska bjudas in som medlare i Kashmirfrågan. Partiet förespråkade även en tredelning av delstaten Jammu och Kashmir i Kashmir, Jammu och Ladakh.